# Concierto para viola (Schnittke)

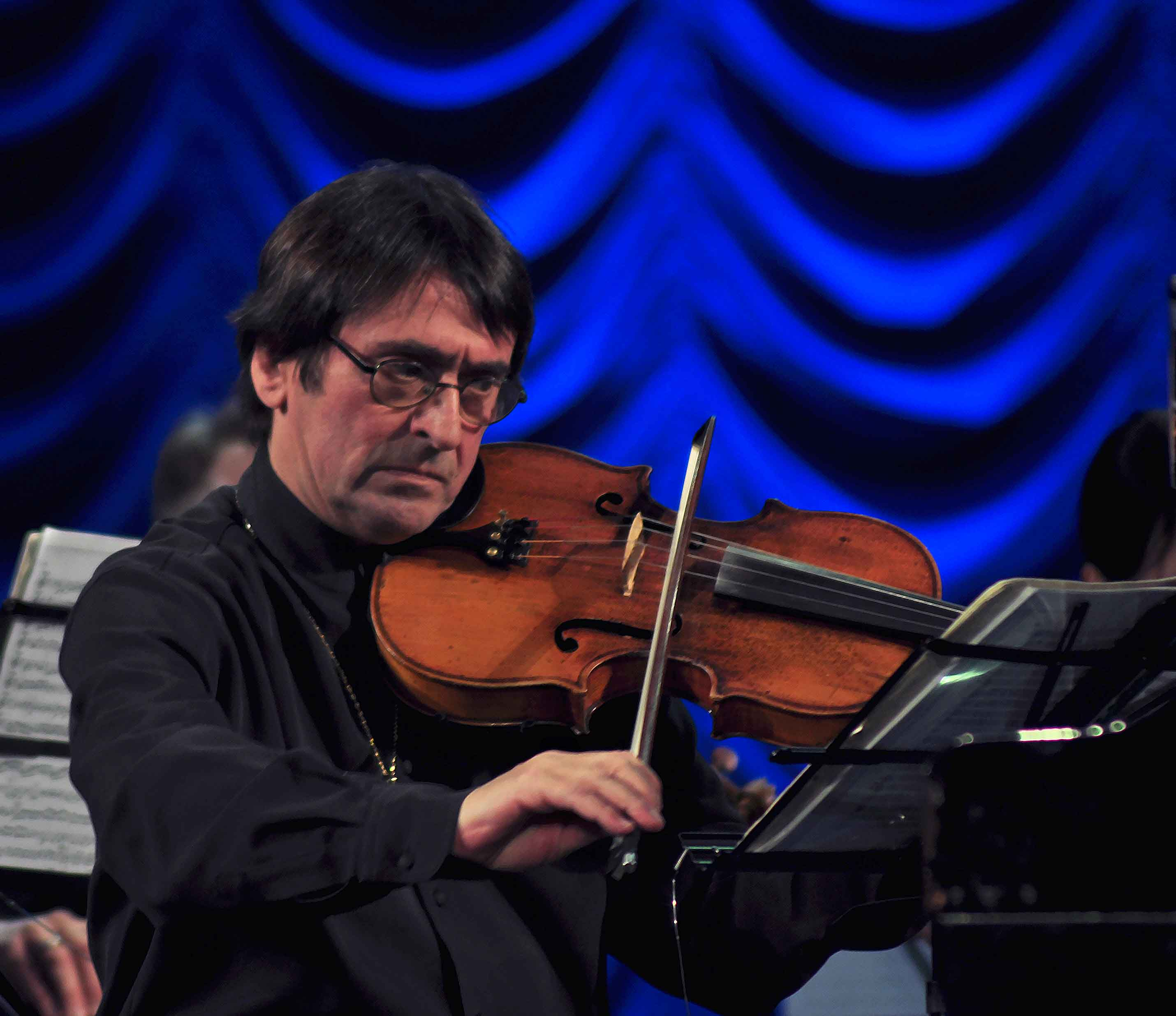
Yuri Bashmet, a quien fue dedicado el concierto

El Concierto para viola y orquesta es un concierto para viola del compositor soviético y alemán Alfred Schnittke. Fue escrito en el verano de 1985. Está dedicado al intérprete de viola Yuri Bashmet, quien dio a la obra su estreno mundial con la Royal Concertgebouw Orchestra dirigida por Lukas Vis en el Concertgebouw de Ámsterdam, el 9 de enero de 1986.

## Contexto histórico
Schnittke compuso numerosas obras y conciertos para otros intérpretes de la Unión Soviética. En 1978 compuso su Concierto para violín no. 3 a Oleg Kagan; en 1984 el cuarto concierto a Gidon Kremer; un concierto para violonchelo en 1986 para Gutman y otro para Mstislav Rostropóvich en 1990. Durante más de treinta años, compuso una veintena de conciertos para instrumentos de cuerda, que dedicó a amigos cercanos.
En 1985, Schnittke compone y dedica su Concierto para viola al violista Yuri Bashmet. En sus últimas obras, Schnittke recuperó el hábito de usar motivos musicales para codificar nombres dentro de sus obras. En su Concierto para viola, al inicio, colocó el apellido Bashmet, con la notación alemana y francesa, convirtiéndolo en un motivo musical.

## Estructura y estilo
El concierto está compuesto para viola sola y una orquesta de:
3 flautas (n.° 2 flautín, n.° 3 flauta contralto), 3 oboes (n.° 3 corno inglés), 3 clarinetes en si♭ (n.° 2 clarinete en mi♭, n.° 3 clarinete bajo), 3 fagotes (n.° 3 contrafagot), 4 trompas, 4 trompetas, 4 trombones, tuba, timbales, percusión (6 intérpretes), arpa, celesta, clavecín, piano, 8 violas, 8 violonchelos y 8 contrabajos. Como curiosidad, Schnittke prescinde de violines en la orquestación.
Los movimientos son los siguientes:
1. Largo
2. Allegro molto
3. Largo

Dependiendo de los tiempos precisos elegidos, una interpretación suele durar entre 35 y 40 minutos.
Casi toda la estructura del concierto se basa en un motivo de 6 notas derivado de las primeras 6 letras de la ortografía alemana del apellido de Yuri Bashmet (Baschmet). En la notación de letras musicales en alemán y francés, los nombres de las notas B – A – Es – C – H – Mi corresponden a las notas si♭ –la – mi♭ – do – si(♮) – mi(♮) en la notación en español.
Cada movimiento es más largo que su predecesor, siendo el movimiento final casi tan largo como los dos anteriores juntos. El primero comienza con una declamación del solista, repetida por la orquesta, en la que se escucha por primera vez el "motivo Bashmet". A esto le sigue una versión extendida de la declamación que culmina con un acorde fortissimo de la orquesta. El movimiento cierra con una delicada cadencia. El segundo movimiento comienza con arpegios frenéticos, que incluyen múltiples dobles cuerdas, de la viola. Durante el movimiento, Schnittke entrelaza ideas del primer movimiento con una serie de otras referencias musicales (música de bandas de baile, música de cine, marchas militares soviéticas) típicas del poliestilismo del compositor. Otras iteraciones de la música de apertura conducen a la cadencia de la viola y, finalmente, a un tema similar a una marcha que se desvanece lentamente. El movimiento final vuelve al ritmo lento del primero. Su estado de ánimo ha sido descrito como "sombrío" y "fúnebre", la música formada por fragmentos inconexos de los dos primeros movimientos.

El propio Schnittke comentó sobre la estructura de la música de la siguiente manera:
Como una premonición de lo que vendría [refiriéndose a su infarto cerebral poco después de terminar el Concierto], la música tomó el carácter de una persecución inquieta por la vida (en el segundo movimiento) y el de una mirada lenta y triste de la vida en el umbral de la muerte (en el tercer movimiento).

## Discografía
- Alto - Yuri Bashmet, USSR Ministry of Culture Orchestra, Gennady Rozhdestvensky (director)
- Ambroisie - Antoine Tamestit, Warsaw Philharmonic, Dmitrij Kitajenko (director)
- BIS - Nobuko Imai, Malmö Symphony Orchestra, Lev Markiz (director)
- ECM - Kim Kashkashian, Bonn Beethovenhalle Orchestra, Dennis Russell Davies (director)
- Ondine - David Aaron Carpenter, Philharmonia Orchestra, Christoph Eschenbach (director)
- RCA - Yuri Bashmet, London Symphony Orchestra, Mstislav Rostropovich (director)